# Hendrik Witbooi

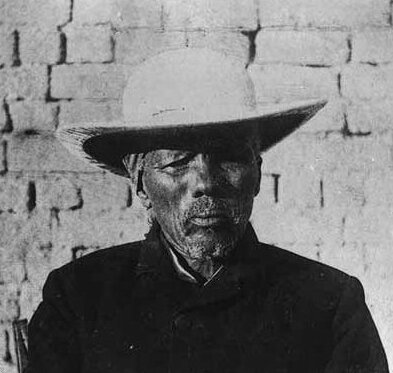
Hendrik Witbooi

Hendrik Witbooi (c. 1830 - 29 de outubro de 1905)  era um chefe do povo Khowesin, uma sub-tribo dos Khoikhoi. Ele viveu na atual Namíbia, onde é considerado um dos heróis nacionais. Seu rosto é retratado no verso de todas notas de dólar da Namíbia de N$ 50, N$ 100 e N$ 200.

## Nomes
O rei Hendrik Witbooi (também escrito Witboi) também era conhecido por:
- Nama,
- "Nanseb gaib" Gabemab (o capitão que desaparece na grama, uma referência às suas táticas de guerrilha),[2]
- Herero Korota,
- o hereró pejorativo Otjikorota, e
- o apelido Kort. [1]

## Família e início da vida
A família de Hendrik Witbooi deixou sua marca como membros importantes das tribos Nama. Seu avô, David Witbooi, era chefe da tribo, que liderou a tribo através do rio Orange até Namaland. Seu pai, Moisés Witbooi, também era chefe da tribo. Seu tio, Jonker Afrikaner, também era um conhecido chefe de Nama e oponente de Hendrik Witbooi. Jonker Afrikaner, por sua vez, era filho do famoso Jager Afrikaner. Hendrik Witbooi teve sete filhos e cinco filhas, incluindo Isaak Witbooi.
Witbooi nasceu por volta de 1830 em Pella, Cabo Setentrional, na Colônia do Cabo, que hoje faz parte da África do Sul. Ele foi educado como luterano pelo missionário alemão Johannes Olp, e era bem versado em muitas línguas, inclusive na sua Nama nativa. Ele era um membro do povo Nama, também conhecido como o Khoikhoi.
O ǀKhowesin Nama e outras tribos Nama lutavam frequentemente entre si e com as tribos hererós. Depois de quase ser morto em um conflito com os Hereros, ele teve uma visão de que ele havia sido escolhido por Deus para liderar seu povo para o norte.
Witbooi foi educado em Missionários Renanos e Escolas Metodistas Wesleyanas na Namíbia, bem como no Instituto Wilberforce em Evaton, África do Sul. Primeiro, ele começou a trabalhar como professor em 1856 em Keetmanshoop, transferido em 1859 para Maltahöhe, e retornou em 1865 a Gibeon, a pedido da comunidade e da Igreja para construir sobre as fundações estabelecidas por seu pai idoso.

## Levante-se para influenciar
Witbooi mudou-se para o norte em 16 de maio de 1884, com uma facção da tribo Khowesin. Isso foi contra os desejos de seu pai, Moisés, que permaneceu em oposição aos planos de Hendrik. Como evidenciado em seus diários (que contêm uma grande parte dos documentos sobreviventes de Witbooi), ele ainda admirava muito seu pai, apesar de sua diferença política. Em 22 de fevereiro de 1887, o principal rival de Moisés, seu subprefeito Paul Visser, mandou que Moisés fosse morto e deposto.
Hendrik Witbooi manteve a liderança em Gibeon em 1888, muito depois da morte de Jonker Afrikaner em 1861, causando uma luta pelo poder entre os vários grupos pela liderança suprema. Vários combates incorporaram vários líderes assegurados até que Hendrik finalmente derrotou seu último principal rival, Paul Visser, em julho de 1888 e assumiu a liderança em Gibeon. Hendrik retaliou em 12 de julho de 1888, atirando em Visser. Isso levou Hendrik a tornar-se chefe do povo Khowesin. Ele começou a unir outras tribos Nama sob seu controle também. Em 1890, Hendrik Witbooi assinava todas as suas cartas, "King of Great Namaqualand".

### Conflitos alemães
No início da manhã de 12 de abril de 1893, os Khowesin foram atacados pelos alemães em Hornkranz. Muitos foram mortos, embora Hendrik tenha conseguido escapar com a maioria de seus combatentes. Ele fez campanha contra os alemães por dois anos, até o tratado de Gurus em 15 de setembro de 1894, onde concordou com uma rendição condicional. Witbooi também decidiu prestar apoio militar aos alemães contra outras tribos menores, como o oriental Mbanderu Herero, Afrikaners e Swartbooi.
Depois de servir como uma ramificação do exército alemão lutando contra os herero nos três anos anteriores, Witbooi e Nama novamente se revoltaram contra o domínio alemão na Namíbia em 3 de outubro de 1904. Durante a guerra que se seguiu com os alemães em 1904-1905, Witbooi reuniu pessoas com a convicção de que Deus os guiara a lutar por sua libertação dos imperialistas. Witbooi foi morto em ação em 29 de outubro de 1905, perto de Vaalgras e de Koichas. Seu último pedido foi: "É o suficiente. As crianças devem agora descansar". Ele foi substituído por Fransman Nama, até que o Nama se rendeu em 1908

## Reconhecimento
Há uma nota de 10 dólares da Namíbia com Kaptein Hendrik Witbooi na foto. Apenas velhas notas de N$10 carregam o rosto de Witbooi, novas notas de N$ 10 e N$ 20 retratam o fundador da Namíbia, Sam Nujoma.
Hendrik Witbooi é um dos nove heróis nacionais da Namíbia que foram identificados na inauguração do Heroes 'Acre do país perto de Windhoek. O presidente-fundador Sam Nujoma comentou em seu discurso de posse em 26 de agosto de 2002 que:
"Kaptein Hendrik Witbooi foi o primeiro líder africano que pegou em armas contra os imperialistas alemães e ocupantes estrangeiros em defesa da nossa terra e integridade territorial. Nós, a nova geração da Terra dos Corajosos, somos inspirados pela ação revolucionária de Kaptein Hendrik Witbooi no combate contra os imperialistas alemães que colonizaram e oprimiram nossos povos. Para seu espírito revolucionário e sua memória visionária, humildemente oferecemos nossa honra e respeito." 
Witbooi é homenageado na forma de uma lápide de granito com seu nome gravado e seu retrato grudado na laje.  Seu rosto foi retratado no anverso de todas as notas de dólar da Namíbia até 20 de março de 2012 e ainda está em todas as notas de N $ 50, N $ 100 e N 200.